# جنینگز (اکلاهما)
جنینگز(به انگلیسی: Jennings) شهری در ایالت اکلاهما کشور ایالات متحده آمریکا است که جمعیت آن در سرشماری سال ۲۰۱۰ میلادی، ۳۶۳ نفر بوده‌است.